# Die Feuer des Himmels
Die Feuer des Himmels ist der fünfte von vierzehn Romanen (in der deutschen Erstausgabe sind es 37) in der High-Fantasy-Saga Das Rad der Zeit des US-amerikanischen Autors  Robert Jordan. Er wurde erstmals 1993 als The Fires of Heaven veröffentlicht. Auf Deutsch ist der Roman in drei Teilen, Zwielicht, Scheinangriff und Der Drache schlägt zurück, in der Übersetzung durch Uwe Luserke 1995 und 1996 bei Heyne erschienen. Eine Gesamtübersetzung unter dem Titel Die Feuer des Himmels erschien 2010 bei Piper.
Es ist der erste Roman in der Reihe, der keinen Auftritt von jedem der drei ta'veren von den zwei Flüssen beinhaltet, aufgrund der Abwesenheit von Perrin Aybara.

## Handlung
In Rhuidean beunruhigt Rand al'Thor die Nachricht, dass Aiel aus anderen Clans sich der Sache seines Feindes Couladin anschließen, und bespricht sich mit den Clan-Häuptlingen, die ihn als Car'a'carn anerkannt haben, wie man die vier verbleibenden Clans für sich gewinnen kann. Egwene al'Vere reibt sich weiterhin unter der Anleitung der Weisen Frauen der Aiel auf, begierig darauf, schneller zu lernen. Die Weisen Frauen halten ihren Eifer für übereilt. Moiraine Damodred wird immer verzweifelter, ihren Weg in Rands Vertrautenkreis zu finden.
In Tanchico machen sich Nynaeve und Elayne auf den Weg zur Weißen Burg – nur um die Nachricht zu erhalten, dass die Burg vor einer Spaltung steht, die konkurrierenden Parteien um den Amyrlin-Sitz betreffend. Elaida, eine rote Schwester und ehemalige Beraterin von Königin Morgase Trakand, hat den ehemaligen Amyrlin-Sitz und Verbündeten Siuan Sanche erst abgesetzt und dann ersetzt.
Da sie keinen Außenseiter als ihren prophezeiten Helden akzeptieren wollen, folgen die Shaido-Aiel und ihre Verbündeten Couladin über den Drachenwall, um die „Baummörder“ und Feuchtgebietler zu besiegen. Rand Al’thor führt die sieben Aiel-Clans an, die ihn bei der Verfolgung anerkannt haben, gefolgt von den vier unentschlossenen Aiel-Clans. Unterwegs werden sie von Schattenfreunden und Schattengezücht überfallen, kommen aber rechtzeitig an, um die Stadt Cairhien zu retten und die Shaido zu besiegen, teilweise dank der Erinnerungen an lange tote Generäle, die die Finns in Matrim Cauthons Erinnerungen haben.
Als Rand seine Kontrolle über Cairhien festigt, eine von Intrigen und Krieg zerrissene Nation, erfährt er, dass der Verlorene Rahvin die vermutlich tote Königin Morgase abgesetzt hat. Wütend auf sich selbst, weil er nicht früher gehandelt hat, bereitet sich Rand darauf vor, persönlich nach Andor zu reisen und Rahvin aus Rache zu töten, wird jedoch von Moiraine aufgehalten. Lanfear greift Rand an, der sich nicht wehren will. Rand wird durch das Opfer von Moiraine gerettet, die den Angriff von Lanfear voraussah.
Währenddessen suchen Nynaeve und Elayne in Begleitung von Thom und Juilin die rebellischen Aes Sedai auf, entdecken die Spaltwurzel, die die Lenker der Macht handlungsunfähig macht, und stoßen erneut mit der Verlorenen Moghedien zusammen, die sie schließlich in die Welt der Träume entführt.
Rands Kampf mit Rahvin in Andor führt ihn in die Welt der Träume, wo er mit Hilfe von Nynaeve Rahvin mit Baalsfeuer (einer Waffe der Einen Macht, die das getroffene Objekt aus dem Muster des Rades der Zeit löscht, womit die Existenz des Opfers nie stattgefunden hat) vernichtet. Bevor Nynaeve aufwacht, erkennt sie, dass Moghedien sich als Flüchtling im Lager der rebellischen Aes Sedai ausgibt und verabreicht ihr eine Dosis Spaltwurzel, sodass sie in der realen Welt mit einem von Elayne hergestellten Ter'angreal angeleint werden kann.

## Ausgaben
- The Fires of Heaven. Tor, 1993, ISBN 0-312-85427-7.
  - Zwielicht. Heyne, 1995, ISBN 3-453-09482-4.
  - Scheinangriff. Heyne, 1996, ISBN 3-453-09490-5.
  - Der Drache schlägt zurück. Heyne, 1996, ISBN 3-453-10966-X.
  - Gesamtübersetzung: Die Feuer des Himmels. Piper, 2010, ISBN 978-3-492-70085-6.